# Пела (град)
Пела (грч. Πέλλα []) је био град у античкој Македонији, а данас део Егејске Македоније у Грчкој. За време Византијског и Османског царства, Налази се поред града Постол (Пела). Пела је родни град Александра Македонског.

## Историја
Камен темељац је поставио краљ Аркелај I (413—399. п. н. е.) који је Пелу видео као будућу престоницу његовог краљевства уместо Ајге. Након тога Пела је била средиште Филипа II Македонског и његовог сина Александра III Македонског. 168. п. н. е. Пелу су опљачкали Римљани а уметничка дјела су однета у Рим.